# Magda Żochowska
Magda Żochowska est une ancienne joueuse polonaise de volley-ball, née le 7 avril 1987 à Cracovie. Elle mesure 1,84 m et jouait au poste de réceptionneuse-attaquante. 

## Clubs
| Club                | De        | À         |
| ------------------- | --------- | --------- |
| SMS Sosnowiec       | 2002-2003 | 2005-2006 |
| Wisła Cracovie      | 2006-2007 | 2008-2009 |
| Eliteski AZS UEK    | 2009-2010 | 2011-2012 |
| Wisła Cracovie      | 2012-2013 | 2013-2014 |
| KRS Ekstrim Gorlice | 2014-2015 | 2014-2015 |